# Улица Ленина (Старый Оскол)
Улица Ленина (до 1918 года Курская, до 1960 года Интернациональная) — «центральная» улица Старого Оскола, расположенная в его исторической части. Возникла в конце XVIII века, при переустройстве города по первому генеральному плану, принятому в ходе градостроительной реформы Екатерины II.

## Название
Улица носит имя Владимира Ленина, присвоенное в 1960 году в честь 90-летия со дня его рождения.  Историческое название — Курская, улица получила по имени Курской дороги ведущей в Курск. Это имя улица носила до 1918 года, когда в ходе переименований в честь 1-ой годовщины Октябрьской революции, получила название Интернациональная. Исследователи связывают переименование улиц, которое затронуло все центральные улицы города, с «проявлением стремления советской власти к символическому присвоению пространства города» и идеологической конкуренцией советской власти «прежде всего с церковью».

## История
Современные очертания улица приобрела после перестройки города в соответствии с генеральным планом подготовленным в ходе градостроительной реформы Екатерины II. В 1784 году был сделан чертёж существовавшей застройки и разработан проект генерального плана утверждённый императрицей. В соответствии с ним предполагалось разбить город на 30 прямоугольных кварталов с 19 улицами и 2 площадями. Центральная улица города заняла примерно то место, по которому раньше пролегала Курская дорога, начинавшаяся от Курских ворот Старооскольской крепости. Новая улица получила название «Курская» и проходила от Нижней (Торговой) площади до Курской дороги начинавшейся в конце Верхней (Ярмарочной) площади.
К концу XIX века на улице располагались дома дворянства и купечества, торговые и промышленные предприятия, административные здания и несколько храмов. В 1862 году было принято постановление об архитектурных правилах застройки, по которому надлежало «дома строить нестандартно, дабы избежать безликости города... Не выше двух этажей». Во второй половине XIX — начале XX веков в архитектуре городской застройки получил распространение стиль «модерн», вторые этажи многих домов строились из дерева. Многие дома имели два этажа, часто второй этаж строили из дерева, крыши крыли железом, к концу XIX века были обустроены каменные тротуары. В 1881 (по другим данным в 1889 году)  году в доме купца Симонова установлена первая городская телефонная станция, с коммутатором на 25 номеров, в 1906 году первый в городе телеграф. В 1905 году на улице открылся первый городской кинотеатр «Иллюзион». 
После установления советской власти большинство домов было национализировано, в них расположились новые государственные учреждения. Постепенно городские храмы которые архитектурной доминантой улицы, прекратили работу и были разрушены. Многие здания были разрушены или значительно пострадали во время Великой Отечественной войны. 

### Список храмов располагавшихся на улице Ленина
- Богоявленский собор на Нижней площади;
- Храм Успения Пресвятой Богородицы — старейшее, на тот момент, каменное здание Старого Оскола, построенное в 1765 году (располагался на пересечении с улицей Октябрьской, которая до 1918 года носила название Успенская);
- Благовещенская-Михайловская церковь, на пересечении с улицей Михайловской (с 1918 года Революционная)[8].

## Описание
Улица находится в Центральном районе Старого Оскола. Она начинается возле площади перед «Центром молодёжных инициатив» (бывший кинотеатр «Октябрь)» и проходит в северо-западном направлении. В районе «Старооскольского медицинского колледжа» сворачивает на запад и затем на север продолжаясь до пересечения с улицей Хмелёва. На улице расположены здания администрация Старооскольского городского округа, Краеведческий и Художественный музеи, Центра молодежных инициатив.
Архитектурный облик улицы Ленина, как и всей центральной части города, весьма разнообразен, с сохранившимися дореволюционными зданиями соседствуют образцы жилой и муниципальной застройки советского периода. Они дополнены современными постройками, которые сильно контрастируют с более ранней архитектурой. Некоторые исторические объекты, включенные в список объектов культурного наследия, находятся в неудовлетворительном состоянии и требуют ремонта. Однако в последние годы была проведена реконструкция нескольких зданий.

### Объекты культурного наследия
Ряд зданий располагающихся на улице Ленина внесены в список культурного наследия регионального значения. 

#### Дом №3 — «Аптека Турминского»
Одноэтажное здание Г-образной формы с двускатной кровлей,  имеется цокольный этаж. Фасады украшены декоративными элементами, окна обрамлены наличниками.
В 1911 году воронежский провизор Пётр Алексейевич Турминский подал прошение об открытии первой в городе аптеки, которое рассматривалось вплоть до ноября 1912 года. После 1918 года в здании бывшей аптеки располагались различные учреждения, позднее оно переоборудовано под жилой дом. В дальнейшем жильцов пересели по программе расселения ветхого жилья, а в 2020 году начались работы по реконструкции здания. Осенью 2022 года реставрационные работы завершились.
 Объект культурного наследия народов РФ регионального значения. Рег. № 311610511720005 (ЕГРОКН)

#### Дом №14/13 — Старооскольский геологоразведочный институт филиал МГРИ
Дом расположен на пересечении улиц Ленина и Володарского. Первоначально крупнейшее по занимаемой площади (20 м в длину и 10,5 в ширину) двухэтажное здание, сильно пострадало во время боёв в годы Великой Отечественной войны. После снятия оккупации перестроено на старом фундаменте, в ходе восстановления полностью изменены фасады, надстроены два этажа, пристроена колоннада над входом.
До революции здание принадлежало семье купцов Соломенцевых, многие представители этого рода приняли монашеский постриг. Один из них иеросхимонах Иероним (Соломенцов) настоятель Свято-Пантелеймонова монастыря на Афоне. На первом этаже дом размещалась бакалея, на втором мировой суд. С 1934 года в здании располагается Старооскольский геологоразведочных техникум, позже преобразованный в Старооскольский геологоразведочный институт филиал МГРИ. Во время Великой Отечественной войны в здании техникума размещался эвакогоспиталь №1926 возглавляемый почётным гражданином Старого Оскола Абельдяевым В. С.
 Объект культурного наследия народов РФ регионального значения. Рег. № 311410102090005 (ЕГРОКН)

#### Дом №15а — «Торговые ряды»
Расположено по красной линии улицы Ленина и Нижней площади. Одноэтажное здание Г-образной формы, с подвалом. В архитектуре здания присутствуют элементы классицизма. 
Построено в 1873 году, после революции использовалось как склад. Здание отремонтировано в соответствии с проектом реставрации 1991 года. Часть первоначального здания утрачена, перестроены крыша и внутренние помещения.
 Объект культурного наследия народов РФ регионального значения. Рег. № 311610699550005 (ЕГРОКН)

#### Дом №50 — Старооскольский краеведческий музей
Дом расположен на пересечении с улицей Революционной. Построен в начале XX века по проекту французской фирмы «Буссардель», руководил строительством немецкий инженер Ганс Эйсен. Особенностью здания является колокольная башня первоначально покрытая бронзовой черепицей и украшенная флюгером «золотая арфа».
До революции здание принадлежало купцам Лихушиным. В 1918 году национализировано. После национализации в нём располагались партийные и административные учреждения. В 1923 году в здании открыт клуб. Позднее в доме разместился узел связи (почта), эвакуированные во время Великой Отечественной войны. В 1996 году почтовое отделение перенесено в в дом №74, а в здании размещён Старооскольский краеведческий музей.
 Объект культурного наследия народов РФ регионального значения. Рег. № 311610474110005 (ЕГРОКН)

#### Дом №84 — «Дом купца Дягилева»
«Дом купца Дягилева» П-образной формы, первоначально двухэтажный, в последствии надстроен третий этаж. В 1917—1919 годах в здании располагался Старооскольский Совет рабочих и солдатских депутатов.
 Объект культурного наследия народов РФ регионального значения. Рег. № 311410151210005 (ЕГРОКН)

#### Галерея
| - Аптека Турминского (улица Ленина, 3) - Торговые ряды (улица Ленина, 15-а) - Здание СГИ МРГИ - Здание Старооскольского краеведческого музея - Дом купца Дягилева |

### Памятники
На площади перед «Центром молодёжных инициатив» установлен памятник основателям города воеводе князю Ивану Солнцеву-Засекину, голове Ивану Мясному и подьячему Михайлу Нечаеву. Памятник открыт 12 сентября 2009 года, автор памятника — Илга Гондарева, скульптор — Анатолий Шишков. В сквере перед домом номер 74/7 установлен памятник первой руде добытой в Стойленском карьере в 1968 году. 
У старого городского (Ахтырского) кладбища располагается братская могила, в которой покоятся военнослужащие советской армии погибшие в боях за город. В их числе Герои Советского Союза Калачев В.Н., Токарев М.С., Руденко И.И. и 13 воинов-бронебойщиков погибших в боях у разъезда Набокино. На стилобате мемориала установлен памятник «Советский воин и партизанка». На пересечении с Октябрьской улицей у бывшей проходной Старооскольского механического завода установлена стела в память о 72 работниках завода погибших в года Великой Отечественной войны.  
| - Памятник основателям города - Первая руда - Братская могила у Ахтырского кладбища - Памятные доски героям Советского Союза Калачеву В.Н., Токареву М.С., Руденко И.И. - Памятник погибшим в годы Великой Отечественной войны работникам мехзавода |